# Astragalus piranshahricus
Astragalus piranshahricus är en ärtväxtart som beskrevs av Maassoumi och Dieter Podlech. Astragalus piranshahricus ingår i släktet vedlar, och familjen ärtväxter. Inga underarter finns listade i Catalogue of Life.